# Schoutedenomyia rhodesiensis
Schoutedenomyia rhodesiensis är en tvåvingeart som beskrevs av Lyneborg 1978. Schoutedenomyia rhodesiensis ingår i släktet Schoutedenomyia och familjen stilettflugor.
Artens utbredningsområde är Zimbabwe. Inga underarter finns listade i Catalogue of Life.